# Israëlische Gazastrookbarrière

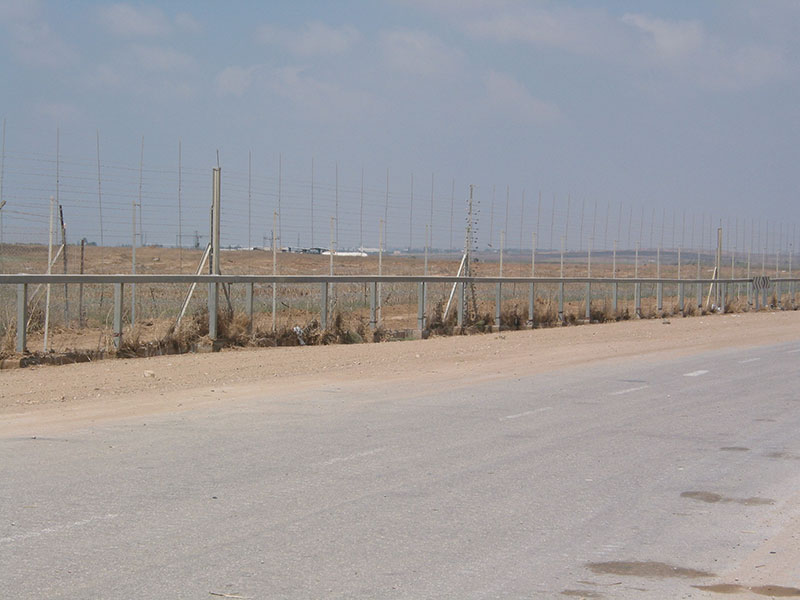
De barrière dicht bij de Karni-grensovergang. Deze foto is genomen vanuit Israël richting de Gazastrook

De Israëlische Gazastrookbarrière is een 52 kilometer lange grensbarrière die bestaat uit elektrische hekken, wegen en prikkeldraad en langs de grens van de Gazastrook ligt.
Het huidig hekwerk werd gebouwd in 1994 op last van de toenmalige Israëlische premier en minister van defensie Yitzchak Rabin.
In de barrière zit een aantal grensovergangen:
- De Erez-overgang is de belangrijkste overgang voor de Palestijnen die in Israël werken. Hoewel hun aantal is teruggelopen is de Erez-overgang nog altijd van vitaal belang voor de economie van de Gazastrook. Gedurende de al-Aqsa Intifada werd de overgang meerdere malen aangevallen door Palestijnse terreurbewegingen en daarom gesloten.
- De Karni-overgang diende voornamelijk voor goederen en maakte het mogelijk voor Israëliërs en Palestijnen in de Gazastrook handel te drijven. Ook deze overgang was van vitaal belang voor de Palestijnse economie. Wegens het gevaar van wapensmokkel werd de overgang regelmatig gesloten, maar weer heropend als de bedreiging afnam. In juni 2007 werd deze grensovergang definitief gesloten.
- De Kerem Shalom-grensovergang werd in 2005 geopend en is nu de enige  grensovergang voor goederenverkeer tussen Israël en de Gazastrook.